# 田中詠司
田中 詠司（たなか えいじ、1968年9月11日 - ）は日本のギタリスト。ロックバンド、GALAPAGOSとPERSONZの元ギタリストである。大分県生まれ。

## 経歴
1990年にGALAPAGOSのギタリストとして東芝EMIよりメジャーデビュー。シングル「INDIAN BOY」、「WAR THE WAR」、「MY LOVE AGAIN」、「ロックバルーンは99」とアルバム『DOWN BY LAW』、『FLOWERS』、『HONEY PIE』、『TREASURE』を発表し、1994年に解散。
その後、PERSONZのギタリストとしてPERSONZが新宿のライブハウス“LIQUID ROOM”(現在は恵比寿に移転)で1995年3月10日に開催したライブからサポートメンバーとして参加、1996年3月に正式メンバーとなる。シングル「blue heaven」、「Open Sesame!」、「夢の涯てまでも」、「River」、「DEAR FRIENDS-21st version-」とアルバム『GENERATOR』、『COME ALIVE 1986-1995』、『GUARDIAN ANGEL』、『Rain In My Heart』、『singin'II 1993-1998』、『Departure!』、『APOLLO』やJILLのソロアルバムに参加し、渋谷のライブハウス“CLUB QUATTRO”で2001年4月21日に開催したライブを最後に脱退。脱退後SWEET NUMBER NINEに在籍する。

## GALAPAGOSのメンバー
- 狩野環:ボーカル
- 上西泰史:ベーシスト
- 飯塚徹:ドラマー
- 田中詠司:ギタリスト

## PERSONZのメンバー
- JILL:ボーカル
- 渡邉貢:ベーシスト
- 藤田勉:ドラマー
- 田中詠司:ギタリスト